# 本部田町
本部田町（ほんぶたちょう）は、愛知県愛西市の地名。

## 地理
旧佐屋町域南東部に位置する。東から南は弥富市、西は東條町、北は落合町・大井町に接する。

## 歴史

### 人口の変遷
国勢調査による人口および世帯数の推移。
| 1995年（平成7年）  | 136世帯 537人 |  |
| 2000年（平成12年） | 140世帯 550人 |  |
| 2005年（平成17年） | 146世帯 536人 |  |
| 2010年（平成22年） | 162世帯 536人 |  |
| 2015年（平成27年） | 171世帯 524人 |  |
| 2020年（令和2年）  | 167世帯 472人 |  |

### 沿革
- 江戸時代 - 尾張国海西郡の尾張藩領佐屋代官所支配の本部田村として所在[2]。『尾張国地名考』によれば、慶長2年に開発されたという[2]。
- 1875年（明治8年） - 東半分が楽平村として分離独立する[2]。
- 1887年（明治20年） - 西善太新田の一部を編入する[2]。
- 1889年（明治22年） - 東市江村大字本部田となる[2]。
- 1906年（明治39年） - 市江村大字本部田となる[2]。
- 1955年（昭和30年） - 佐屋町大字本部田となる[2]。

## 交通
- 関西本線
- 愛知県道40号
- 愛知県道109号
- 愛知県道125号
- 東名阪自動車道

## 施設
- あいち海部農業協同組合市江支店
- 佐川急便佐屋営業所
- 聖覚寺

### WEB
1. ↑  “愛知県愛西市の町丁・字一覧”.   人口統計ラボ. 2021年8月9日閲覧。
2. 1 2  総務省統計局 (2022年2月10日). “令和2年国勢調査の調査結果(e-Stat) - 男女別人口，外国人人口及び世帯数－町丁・字等” (CSV). 2023年8月2日閲覧。
3. ↑  “愛知県愛西市の郵便番号一覧”.   日本郵便. 2022年1月3日閲覧。
4. ↑  “市外局番の一覧” (PDF).   総務省 (2022年3月1日). 2022年3月22日閲覧。
5. ↑  “ナンバープレートについて”.   一般社団法人愛知県自動車会議所. 2024年1月21日閲覧。
6. ↑  総務省統計局 (2014年3月28日). “平成7年国勢調査の調査結果(e-Stat) - 男女別人口及び世帯数 －町丁・字等” (CSV). 2021年7月20日閲覧。
7. ↑  総務省統計局 (2014年5月30日). “平成12年国勢調査の調査結果(e-Stat) - 男女別人口及び世帯数 －町丁・字等” (CSV). 2021年7月20日閲覧。
8. ↑  総務省統計局 (2014年6月27日). “平成17年国勢調査の調査結果(e-Stat) - 男女別人口及び世帯数 －町丁・字等” (CSV). 2021年7月21日閲覧。
9. ↑  総務省統計局 (2012年1月20日). “平成22年国勢調査の調査結果(e-Stat) - 男女別人口及び世帯数 －町丁・字等” (CSV). 2021年7月21日閲覧。
10. ↑  総務省統計局 (2017年1月27日). “平成27年国勢調査の調査結果(e-Stat) - 男女別人口及び世帯数 －町丁・字等” (CSV). 2021年7月21日閲覧。

### 書籍
1. 1 2  「角川日本地名大辞典」編纂委員会 1989, p. 1871.
2. 1 2 3 4 5 6 7  「角川日本地名大辞典」編纂委員会 1989, p. 1226.